# Koeru
Koeru är en ort i Estland. Den ligger i Koeru kommun och landskapet Järvamaa, i den centrala delen av landet, 90 km sydost om huvudstaden Tallinn. Koeru ligger 102 meter över havet och antalet invånare är 1 300.
Terrängen runt Koeru är mycket platt. Runt Koeru är det glesbefolkat, med 10 invånare per kvadratkilometer. Koeru är det största samhället i trakten. Trakten runt Koeru består till största delen av jordbruksmark.